# Rotax 912
Il Rotax 912 è un motore aeronautico a 4 cilindri orizzontali contrapposti a carter secco con raffreddamento misto aria-liquido a carburatori (successivamente a iniezione elettronica). La sua produzione è iniziata nei tardi anni ottanta da parte dall'azienda austro-canadese BRP-Powertrain, oggi Rotax.
Il motore è destinato al mercato dell'aviazione generale per equipaggiare velivoli leggeri, ultraleggeri e aeromobili a pilotaggio remoto. 
Sviluppato in numerose versioni diede successivamente origine al Rotax 914, motore che conserva la stessa architettura, ma introduce la sovralimentazione tramite turbocompressore. Quest'ultimo ha poi dato origine al Rotax 915 iS/iSc dotato di iniezione elettronica.

## Storia

### Sviluppo
Negli anni ottanta la Rotax decise di sviluppare un motore a quattro tempi da destinare al mercato dell'aviazione generale che occupasse la fascia degli 80-100 CV ed offrisse un'alternativa alla classe dei motori statunitensi come il Continental O-200.

## Versioni
912 A
certificato FAA per la specifica JAR 22, dotato di albero con flangia per elica a passo fisso PCD da 100 mm, potenza erogata 80 PS (60 kW).
912 F
certificato FAA per la specifica FAR 33, dotato di albero con flangia per elica a passo fisso PCD da 75 mm, 80 mm e 4 in, potenza erogata 80 PS (60 kW).
912 S
certificato FAA per la specifica FAR 33, dotato di albero con flangia per elica a passo variabile PCD da 75 mm, 80 mm e 4 in, potenza erogata 100 PS (76 kW).
912 UL
non certificato FAA, 80 PS (60 kW).
912 ULS
non certificato FAA, 100 PS (76 kW).
912 ULSFR
non certificato FAA, sviluppato su specifica francese, 100 PS (76 kW), 129 Nm.

### 912 iS
stessa cilindrata del precedente ma con iniezione elettronica.100 PS (76 kW) per massimo di 5 minuti continuativi e 119 Nm a 5500 giri/min. Inizio vendite 2012. Peso dichiarato dalla casa produttrice 63,6 kg.

### 912 iSc SPORT
identico al precedente ma con air box maggiorato, diversi condotti di aspirazione e nuovo software di gestione delle ECU (unita` di controllo motore). 100 PS e 132 Nm a 5500 giri/min.
Certificato CS-E. Inizio vendite 2014.
Il Rotax 912 iS Sport, dopo il decollo a piena potenza, migliora automaticamente la sua efficienza di consumo carburante, passando ad una modalità ECO, a miscela magra, ogni volta che il gas è ridotto ad un valore inferiore al 97 per cento della potenza massima.

## Aeromobili utilizzatori
(lista parziale)
- 3I Sky Arrow
- 3Xtrim 550 Trener
- Advanced Aeromarine Buccaneer II
- Aero Adventure Aventura II & XLR
- Aero AT-3
- Aero Bravo 700
- Aero Bravo Sky Ranger
- Aeromot AMT-200 Super Ximango
- Aeroprakt A-22
- AirLony Skylane
- Airmax Sea Max
- AMD Zodiac
- Bayraktar TB2
- ASAP Chinook Plus 2
- B&F Fk9
- B&F Fk12
- B&F Fk14 Polaris
- Blackshape Prime
- Blue Yonder Merlin
- Blue Yonder Harvard
- Blue Yonder King Cobra
- Blue Yonder EZ Flyer
- Blue Yonder Twin Engine EZ Flyer
- Capella XLS
- Carlson Sparrow
- CFM Shadow
- Coavio DF 2000
- CZAW SportCruiser
- Denney Kitfox
- Diamond DA20-A1 Katana
- Dyn'Aero MCR01
- ELA 07 Cougar (autogiro)
- Euro-ALA Jet Fox
- Europa XS
- Evektor SportStar
- Evektor EuroStar SLW
- Fantasy Air Allegro
- Fisher Dakota Hawk
- Flight Design CTSW
- General Atomics MQ-1 Predator
- Golden Circle Air T-Bird
- Golden Avio F30 ULM
- IAR 46
- ICON A5
- ICP Savannah
- ICP Vimana
- InterPlane Skyboy
- Kolb Kolbra
- Kolb Mark III Xtra
- Kolb Slingshot
- Lilienthal Bekas
- Lockwood Aircam
- Lockwood Super Drifter
- Murphy Renegade
- Murphy Rebel
- New Avio C205
- Phantom II
- P&M GT450
- Pioneer 200
- Pioneer 300
- Piper Sport
- Pipistrel Sinus
- Pipistrel Virus
- RagWing RW19 Stork
- RagWing RW22 Tiger Moth
- RagWing RW26 Special II
- Rans S-6 Coyote II
- Rans S-7 Courier
- Rans S-10 Sakota
- Rans S-11 Pursuit
- Rans S-12 Airaile
- Rans S-16 Shekari
- Rans S-19 Venterra
- Remos GX
- SAI G-97 Spotter
- Sea Avio Risen
- Skyeton K-10 Swift
- Skyleader 150 già denominato Kappa Sova
- Skyleader 200
- Skyleader 500
- Tecnam P92
- Tecnam P96 Golf
- Tecnam P2002
- Tecnam P2004
- Tecnam P2006T
- Terrafugia Transition
- TMM Avia T-10 Avia-Tor
- Ultravia Pelican
- Urban Air Samba
- Vidor Asso X Jewel
- Zenith STOL CH 701